# ハーコンの言葉
『ハーコンの言葉』（ハーコンのことば、古ノルド語：Hákonarmál）とは、エイヴィンド・フィンスソンによって作られたスカルド詩である。幸運なことにこの詩はその全体がそのまま残されていた。
この詩はノルウェー王ホーコン善王の死と、その原因となったフィチヤールの戦い(en) 、そして彼のヴァルハラへの受入を謡っている。キリスト教徒であったホーコン1世を「異教の神」の友人として描くことを試みている。
『エイリークルの言葉』をモデルとしていると考えられている。
最後の聯は『高き者の言葉』に関連があるとされている。古くから『ハーコンの言葉』が『高き者の言葉』から持ってきたと考えられていたが、実際にはむしろその関係性の流れは逆向きであるか、または共に別の、第三の詩を元としているという説が唱えられている。